# Run (Flo Rida)
Run è una canzone del 2012 di Flo Rida con la collaborazione di Redfoo, la canzone è stata scritta da entrambi gli artisti e prodotta da Redfoo.
La canzone riscuote moderato successo Corea del Sud.

## Video
Il video ufficiale è stato  rilasciato su YouTube il 6 Giugno 2012, esso mostra una ragazza in costume da bagnoche corre in slow motion su una spiaggia.
Il video ha oltre 45 milioni di visualizzazioni.

## Grafici e vendite
| Classifiche | Posizione massima |
| ----------- | ----------------- |
| Australia   | 29                |
| Canada      | 44                |

| Unità vendute           |
| ----------------------- |
| - Corea del Sud 235.000 |